# 奥伯林 (路易斯安那州)
奥伯林（英語：Oberlin），是美国路易斯安那州下属的一座城市。根据2010年美国人口普查，该市有人口1,770人。建置上，属于“town”。该校名字来自法国牧师、慈善家约翰·弗里德里希·奥伯林。